# Jean Chantagrel
Jean Chantagrel est un homme politique français né le 14 avril 1822 à Sauxillanges (Puy-de-Dôme) et décédé le 21 avril 1907 à Saint-Leu-Taverny (Val-d'Oise)
Professeur de droit, il est conseiller général du Puy-de-Dôme en 1880. Il est député, inscrit au groupe de la Gauche radicale, du Puy-de-Dôme de 1885 à 1889, et sénateur du Puy-de-Dôme de 1898 à 1907, inscrit au groupe de la Gauche démocratique.

## Sources
- « Jean Chantagrel », dans Adolphe Robert et Gaston Cougny, Dictionnaire des parlementaires français, Edgar Bourloton, 1889-1891 [détail de l’édition]
- « Jean Chantagrel », dans le Dictionnaire des parlementaires français (1889-1940), sous la direction de Jean Jolly, PUF, 1960 [détail de l’édition]